# Municipio de Monroe (condado de Fremont)
El municipio de Monroe (en inglés: Monroe Township) es un municipio ubicado en el condado de Fremont en el estado estadounidense de Iowa. En el año 2010 tenía una población de 230 habitantes y una densidad poblacional de 2,47 personas por km².

## Geografía
El municipio de Monroe se encuentra ubicado en las coordenadas 40°51′29″N 95°26′31″O / 40.85806, -95.44194. Según la Oficina del Censo de los Estados Unidos, el municipio tiene una superficie total de 93.03 km², de la cual 93,03 km² corresponden a tierra firme y (0 %) 0 km² es agua.

## Demografía
Según el censo de 2010, había 230 personas residiendo en el municipio de Monroe. La densidad de población era de 2,47 hab./km². De los 230 habitantes, el municipio de Monroe estaba compuesto por el 98,7 % blancos, el 0,87 % eran de otras razas y el 0,43 % eran de una mezcla de razas. Del total de la población el 0,43 % eran hispanos o latinos de cualquier raza.